# Getingboet (TV-pjäsen)
Getingboet var en TV-pjäs som sändes på BBC Television Service den 18 juni 1937. Den var baserad på novellen med samma namn av deckarförfattaren Agatha Christie som först publicerades i Daily Mail den 20 november 1928 och först dök upp i bokform i den amerikanska samlingen Double Sin and Other Stories 1961. Den dök först upp i en brittisk samling i Poirot's Early Cases 1974 (som på svenska fick titeln Poirots problem) men i Sverige översattes den först 1989 då den fanns med i novellsamlingen En bra kväll för mord.

## Historia
Pjäsen är unik på så sätt att det är det enda tillfället då Christie adapterade ett av sina verk för TV, ett medium som hon senare kom att ogilla. TV-pjäsen sändes live från Alexandra Palace som en del av programmet Theatre Parade. Sändningen ägde rum klockan 15.35 och varade i tjugofem minuter. Den upprepades sedan samma kväll klockan 21.40 och varade i tjugo minuter. Theatre Parade visade vanligtvis upp dåtidens framgångsrika scenföreställningar, men i det här fallet presenterade de ett originalverk.
Pjäsen sändes endast i Londonområdet eftersom detta var den enda delen av Storbritannien som kunde ta emot TV-sändningar vid den här tiden. Ingen av sändningarna spelades in för framtida visning, eftersom TV-inspelningsutrustning inte hade uppfunnits vid denna tidpunkt.
Pjäsen är anmärkningsvärd för att Francis L. Sullivan spelar rollen som Hercule Poirot. Sullivan repriserade sitt porträtt av karaktären efter hans framgång i teaterpjäsen Black Coffee 1930.

## Handling
Den något excentriske belgiske privatdetektiven Hercule Poirot dyker oväntat upp i Charles Harboroughs trädgård en sommarkväll på jakt efter ett getingbo. När Charles frågar honom vad han håller på med ger Poirot ett speciellt svar: han utreder ett mord – men det är ett mord som ännu inte har begåtts.
Det står snart klart att Charles gav Claude i uppdrag att utrota getingarna från ett träd i trädgården, men den unge mannen köpte cyanid mot instruktionerna. Poirot varnar sin vän för att Claude kanske vill få honom ur vägen så att kusten är klar för honom att överta Nina. Strax därefter verkar Charles överväga detektivens råd och skjuter istället upp utrotningen. Men här är den oväntade vändningen: Charles tar fram en flaska full med cyanid, lägger den i sin egen drink och är på väg att lyfta den till munnen när Poirot störtar in och tar glaset. Detektiven avslöjar att han redan hade upptäckt mannens planer på att begå självmord och flytta misstankarna till Claude, så i ett obevakat ögonblick bytte han ut flaskorna i sin jackficka. Poirot bevisar än en gång att inget brott är ett hinder för hans små grå hjärnceller, och Agatha Christie visar än en gång upp sin förmåga att lura oss mitt framför ögonen på oss.

## Mottagande
En recension på tre rader i The Observer den 20 juni 1937 av "E.H.R" fastslog att uruppförandet var "utmärkt gjort".